# Amur Kalmykov
Amur Arsenovich Kalmykov (tiếng Nga: Амур Арсенович Калмыков; sinh ngày 29 tháng 5 năm 1994) là một cầu thủ bóng đá người Nga thi đấu cho F.K. Anzhi Makhachkala.

## Sự nghiệp câu lạc bộ
Anh có màn ra mắt tại Giải bóng đá chuyên nghiệp quốc gia Nga cho FC Afips Afipsky vào ngày 2 tháng 9 năm 2017 trong trận đấu với FC Kuban-2 Krasnodar.
Ngày 30 tháng 12 năm 2017, anh ký bản hợp đồng 3 năm cùng với F.K. Anzhi Makhachkala.

## Thống kê sự nghiệp
Tính đến 20 tháng 5 năm 2018
| Câu lạc bộ          | Mùa giải            | Giải vô địch                | Giải vô địch | Giải vô địch | Cúp     | Cúp       | Châu lục | Châu lục  | Khác    | Khác      | Tổng cộng | Tổng cộng |
| Câu lạc bộ          | Mùa giải            | Hạng đấu                    | Số trận      | Bàn thắng    | Số trận | Bàn thắng | Số trận  | Bàn thắng | Số trận | Bàn thắng | Số trận   | Bàn thắng |
| ------------------- | ------------------- | --------------------------- | ------------ | ------------ | ------- | --------- | -------- | --------- | ------- | --------- | --------- | --------- |
| Kuban Krasnodar     | 2016–17             | FNL                         | –            | –            | –       | –         | –        | –         | 2       | 0         | 2         | 0         |
| Afips Afipsky       | 2017–18             | PFL                         | 13           | 10           | 0       | 0         | –        | –         | –       | –         | 13        | 10        |
| Anzhi-2 Makhachkala | 2017–18             | PFL                         | 1            | 0            | –       | –         | –        | –         | –       | –         | 1         | 0         |
| Anzhi Makhachkala   | 2017–18             | Giải bóng đá ngoại hạng Nga | 6            | 0            | –       | –         | –        | –         | 1       | 1         | 7         | 1         |
| Tổng cộng sự nghiệp | Tổng cộng sự nghiệp | Tổng cộng sự nghiệp         | 20           | 10           | 0       | 0         | 0        | 0         | 3       | 1         | 23        | 11        |